# August Gottlieb Meissner

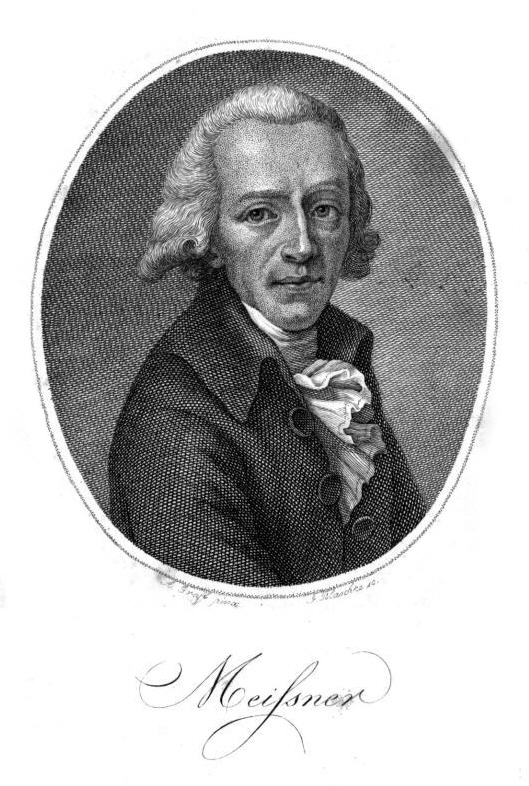
August Gottlieb Meißner.

August Gottlieb Meissner, född den 3 november 1753 i Bautzen, död den 18 februari 1807, var en tysk skriftställare, farfar till Alfred Meissner.
Meissner var 1785-1805 professor i Prag och därefter konsistorialråd i Fulda till sin död. Ur hans penna flöt efterbildningar av Wielands frivola "grekiska" romaner samt en mängd annan förströelselitteratur. Här kan nämnas Skizzen (14 band, 1778-96) samt romanerna Alcibiades (1781-88) och Bianca Capello (1785). Meissners "Sämmtliche Werke" utgavs 1813-14, i 36 band. Åtskilliga av hans berättelser är översatta till svenska.